# العلاقات الأفغانية النيبالية
العلاقات الأفغانية النيبالية هي العلاقات الثنائية التي تجمع بين أفغانستان ونيبال.

## مقارنة بين البلدين
هذه مقارنة عامة ومرجعية للدولتين:
| وجه المقارنة                                              | أفغانستان                    | نيبال                               |
| --------------------------------------------------------- | ---------------------------- | ----------------------------------- |
| المساحة (كم2)                                             | 652.23 ألف                   | 147.18 ألف                          |
| عدد السكان (نسمة)                                         | 34.94 مليون                  | 29.40 مليون                         |
| الكثافة السكانية (ن./كم²)                                 | 53.57                        | 199.76                              |
| العاصمة                                                   | كابل                         | كاتماندو                            |
| اللغة الرسمية                                             | اللغة البشتوية، اللغة الدرية | اللغة النيبالية                     |
| العملة                                                    | أفغاني                       | روبية نيبالية                       |
| الناتج المحلي الإجمالي (بليون دولار)                      | 20.82 مليار                  | 24.47 مليار                         |
| الناتج المحلي الإجمالي (تعادل القوة الشرائية) بليون دولار | 62.62 مليار                  | 70.20 مليار                         |
| الناتج المحلي الإجمالي الاسمي للفرد دولار أمريكي          | 594                          | 743                                 |
| الناتج المحلي الإجمالي للفرد دولار أمريكي                 | 1.93 ألف                     | 2.37 ألف                            |
| مؤشر التنمية البشرية                                      | 0.479                        | 0.548                               |
| رمز المكالمات الدولي                                      | +93                          | +977                                |
| رمز الإنترنت                                              | .af                          | .np                                 |
| المنطقة الزمنية                                           | ت ع م+04:30                  | ت ع م+05:45، التوقيت الموحد لنيبال ‏ |

## منظمات دولية مشتركة
يشترك البلدان في عضوية مجموعة من المنظمات الدولية، منها:
| علم المنظمة | اسم المنظمة                               | تاريخ انضمام أفغانستان | تاريخ انضمام نيبال |
| ----------- | ----------------------------------------- | ---------------------- | ------------------ |
|             | مؤسسة التنمية الدولية                     | 2 فبراير 1961          | 6 مارس 1963        |
|             | مؤسسة التمويل الدولية                     | 23 سبتمبر 1957         | 7 يناير 1966       |
|             | منظمة حظر الأسلحة الكيميائية              | ?                      | ?                  |
|             | الأمم المتحدة                             | 19 نوفمبر 1946         | 14 ديسمبر 1955     |
|             | منظمة الشرطة الجنائية الدولية             | ?                      | ?                  |
|             | البنك الدولي للإنشاء والتعمير             | 14 يوليو 1995          | 6 سبتمبر 1961      |
|             | الاتحاد البريدي العالمي                   | ?                      | ?                  |
|             | المركز الدولي لتسوية المنازعات الاستشارية | 25 يوليو 1968          | 6 فبراير 1969      |
|             | وكالة ضمان الاستثمار متعدد الأطراف        | 16 يونيو 2003          | 9 فبراير 1994      |
|             | بنك التنمية الآسيوي                       | 1966                   | 1966               |
|             | يونسكو                                    | 4 مايو 1948            | 1 مايو 1953        |

## وصلات خارجية
- موقع وزارة الخارجية الأفغانية
- موقع وزارة الخارجية النيبالية